# NCSM Niobe
Pour les articles homonymes, voir Niobé.
Le NCSM Niobe est un croiseur protégé de la classe Diadem qui servit dans la Royal Navy puis dans la marine royale canadienne. Avec le NCSM Rainbow (1891), il s'agit de l'un des deux premiers navires de combat de l'histoire militaire canadienne.

## Royal Navy
Le HMS Niobe fut construit pour la Royal Navy par Vickers, basé à Barrow-in-Furness en Angleterre. Il a été lancé au début de l'année 1897 et entra en service en 1898. Le Niobe servit d'abord au sein de la flotte anglaise patrouillant la zone de la Manche puis plus tard au cours de la seconde guerre des Boers, conflit durant lequel le bateau reçut l'honneur militaire « South Africa ».

## Marine royale canadienne
Le Canada acquit le navire le 6 septembre 1910 dans la base navale anglaise de Devonport, au prix de 1 075 000 dollars, et fut rebaptisé NCSM Niobe. Avec le NCSM Rainbow, il devint l'un des deux premiers navires de la marine royale canadienne, achetés à l'amirauté britannique. Le Niobe arriva à Halifax le 21 octobre 1910. Avec ses 11 000 tonnes, le navire s'avéra être une lourde charge pour la jeune marine canadienne et passa la majorité de sa carrière au port, incluant une période continue de dix-huit mois après s'être échoué sur l'île de Sable en Nouvelle-Écosse, au cours de la nuit du 30-31 juillet 1911. Le Niobe fut envoyé à la guerre en 1914, au sein du 4e groupe de croiseurs de la Royal Navy, interceptant des bateaux allemands le long de la côte américaine pendant un an.
Après quelques autres missions substantielles qui rendirent le Niobe usagé au point d'être devenu inefficace, il retourna à Halifax le 17 juillet 1915. Il servit comme dépôt et comme quartier général dans la base navale durant le reste de la guerre. Une partie de l'équipage périt lors de l'explosion de Halifax en 1917. Le Niobe continua à servir de navire dépôt jusqu'en 1920, date à laquelle il fut désarmé. Par la suite, il fut vendu à la ferraille et démantelé en 1922 à Philadelphie.

### Officiers commandants
- Capitaine de frégate W.B.MacDonald 6 septembre 1910 - ?
- Capitaine de corvette C.E.Aglionby 20 juin 1913 - ?
- Capitaine de marine[2] R.G.Corbett 15 août 1914 - 1er septembre 1915
- Capitaine de frégate P.F.Newcombe 16 octobre 1916 - ?
- Capitaine de frégate H.E.Holme 22 décembre 1917 - 1er juin 1920